# Syzygium saxatile
Syzygium saxatile är en myrtenväxtart som beskrevs av Ho Tseng Chang och Ru Huai Miao. Syzygium saxatile ingår i släktet Syzygium och familjen myrtenväxter. Inga underarter finns listade i Catalogue of Life.